# Hayyim Habshush
Hayyim Habshush (en arabe :حاييم هابشوش ; en hébreu: חיים בן יחיא חבשוש) appelé aussi Hayyim ibn Yahya Habshushou, ou Hayyim Hibshush est un juif yéménite de Sana'a, rabbin et auteur d'un récit de voyage, né en 1833, mort en 1899.

## Vie et œuvre
Il a servi de guide et d'interprète en 1870 à l'orientaliste et voyageur Joseph Halévy (né dans l'Empire ottoman en 1827, naturalisé français en 1865) qui recherchait des inscriptions sabéennes, et auquel ses découvertes archéologiques au Yémen apporteront une consécration académique. Après ce voyage, d'autres voyageurs orientalistes ont fait appel aux services de à Hayyim Habshush, notamment Eduard Glaser, archéologique autrichien arabisant, qui lui demanda de copier des inscriptions et de recueillir des livres anciens au Yémen.
En 1893, soit 23 ans après parcouru le Yémen en compagnie de Joseph Halévy, Hayyim Habshush rédigea un récit de ce voyage, en judéo-arabe et en hébreu. Ce texte resté à l'état manuscrit fut publié en 1939 sous un titre hébreu, Masot Habshush (en hébreu: מסעות חבשוש, c'est-à-dire « Les Voyages de Habshush »), par S.D. Goitein. Il fut traduit ensuite en italien, puis en français. « Habshûsh met en avant son dévouement, son courage et son esprit d'à propos, dans des situations — face, notamment, aux pillards qui menacent l'expédition — dont la cocasserie confère des accents picaresques à ce texte agrémenté d'histoires rapportées, de commentaires et d'appréciations personnelles » ; l'ouvrage est aussi « un témoignage précieux sur les us et coutumes des tribus, et spécialement des juifs. »